# Sign of the Times (Harry Styles-dal)
A Sign of the Times Harry Styles debütáló kislemeze, az első albumáról. 2017. április 7-én jelentette meg a Columbia Records, szerzői Styles, Jeff Bhasker, Mitch Rowland, Ryan Nasci, Alex Salibian, és Tyler Johnson. A dal producerei Bhasker, Salibian, és Johnson voltak. Zeneileg egy pop-rock, soft-rock ballada. A videóklipje május 8-án jelent meg.

## Háttér
2015-ben lehetett először híreket hallani róla, hogy Styles szólókarrierbe kezd. Az év végére négy új dalt szerzett és vett fel az énekes, amelyeket hivatalosan is bejegyeztek. Nem sokkal ezt követően Styles menedzsere Jeffrey Azoff lett és aláírt a Columbia Recordshoz.
2017 februárjában a Columbia Records vezérigazgatója, Rob Stringer bejelentette, hogy az album közel állt ahhoz, hogy elkészüljön. Egy hónappal később kiderült, hogy a hangzását tekintve David Bowie-hoz és a Queenhez hasonlít, illetve, hogy a Grammy-győztes Jeff Bhasker lesz a producere. Megjelenése előtt a kislemezt úgy írták le, mint ami "bármelyik évtizedben sláger lenne". Elvis Duran egyik rádióműsorán véletlenül bejelentette, hogy a kislemez április 7-én fog megjelenni. Március 31-én az énekes hivatalosan is bejelentette, hogy a kislemez címe Sign of the Times lesz. A dal április 7-én Nick Grimshaw műsorán debütált a BBC Radio 1-on.

## Videóklip
A dal videóklipje 2017. május 8-án jelent meg és rendezője Yoann Lemoine volt. A klipben Styles énekel, repül és vízen sétál. A skót Skye szigeten forgatták. Will Banks elmondása szerint esetekben Styles több, mint 470 méter (1550 láb) magasan repült az égben és nem volt se zöldháttér, se CGI használva a felvételek közben.
A videóklip a 2018-as Brit Awards-on elnyerte az Év brit videóklipje díjat és a Legjobb videóklip díjat a 2018-as iHeartRadio Music Awards-on. Két díjra is jelölték a 2017-es MTV Video Music Awards-on: a Legjobb pop videó és a Legjobb vizuális effektek kategóriákban. 2021 márciusára közel 750 millió megtekintést ért el a klip YouTubeon.

## Díjak és jelölések
| Év   | Díjátadó                               | Díj                          | Eredmény | For.   |
| ---- | -------------------------------------- | ---------------------------- | -------- | ------ |
| 2017 | MTV Video Music Awards                 | Legjobb pop videó            | Jelölve  | [ 17 ] |
| 2017 | MTV Video Music Awards                 | Legjobb vizuális effektek    | Jelölve  | [ 17 ] |
| 2017 | Nickelodeon Brazil Kids' Choice Awards | Kedvenc nemzetközi sláger    | Jelölve  | [ 18 ] |
| 2017 | Nickelodeon Brazil Kids' Choice Awards | Kedvenc nemzetközi videóklip | Jelölve  | [ 18 ] |
| 2017 | Rockbjörnen                            | Az év külföldi dala          | Jelölve  | [ 19 ] |
| 2017 | Teen Choice Awards                     | Choice Song: Férfi előadó    | Jelölve  | [ 20 ] |
| 2018 | BMI Pop Awards                         | Popdíj                       | Győztes  | [ 21 ] |
| 2018 | Brit Awards                            | Az év brit videóklipje       | Győztes  | [ 15 ] |
| 2018 | iHeartRadio Music Awards               | Legjobb videóklip            | Győztes  | [ 16 ] |
| 2018 | Myx Music Awards                       | Az év nemzetközi videóklipje | Jelölve  | [ 22 ] |

## Feldolgozások és felhasználások
Kygo és Ellie Goulding előadta a dal egy feldolgozását a BBC Radio 1 Live Lounge műsorában. A Hanson szintén előadta saját verzióját a dalból a KIIS 106.5-on. Paul Cardall elkészítette a dal klasszikus zenei feldolgozását, míg Alex Boyé kiadta a zenekari "afrikaiasított" verzióját. Sabrina Carpenter és Jasmine Thompson szintén feldolgozták a dalt YouTubeon, míg a LANY a Spotify új Singles sorozatának részeként adta ki a dalt.
A Sign of the Times-t többször is felhasználták hirdetésekben. A Google 2017 decemberében használta egyik hirdetésében az Egyesült Államokban a Google: Year In Search 2017 cím alatt. Az Olimpiai márka gyakran felhasználta 2018-ban Európában, Ázsiában, az Egyesült Államokban és Afrika részeiben.
A Riverdale sorozat második évadának számlistájának is része volt.

## Slágerlisták

### Heti slágerlisták
| Slágerlista (2017)                     | Legmagasabb pozíció |
| -------------------------------------- | ------------------- |
| Argentína (Monitor Latino)             | 10                  |
| Ausztrália (ARIA)                      | 1                   |
| Ausztria (Ö3 Austria Top 40)           | 2                   |
| Belgium (Ultratop 50 Flanders)         | 8                   |
| Belgium (Ultratop 50 Wallonia)         | 4                   |
| Brazília Hot 100 (Billboard)           | 4                   |
| Kanada (Canadian Hot 100)              | 6                   |
| Kanada AC (Billboard)                  | 7                   |
| Kanada CHR/Top 40 (Billboard)          | 14                  |
| Kanada Hot AC (Billboard)              | 6                   |
| Kolumbia (National-Report)             | 83                  |
| Horvátország (HRT)                     | 1                   |
| Csehország (Rádio Top 100)             | 9                   |
| Csehország (Singles Digitál Top 100)   | 5                   |
| Dánia (Tracklisten)                    | 20                  |
| Finnország Download (Latauslista)      | 1                   |
| Franciaország (SNEP)                   | 3                   |
| Németország (Official German Charts)   | 20                  |
| Magyarország (Rádiós Top 40)           | 31                  |
| Magyarország (Single Top 40)           | 5                   |
| Izland (RÚV)                           | 2                   |
| Írország (IRMA)                        | 6                   |
| Olaszország (FIMI)                     | 9                   |
| Japán (Japan Hot 100)                  | 72                  |
| Lettország (Latvijas Top 40)           | 1                   |
| Libanon (Lebanese Top 20)              | 8                   |
| Malajzia (RIM)                         | 14                  |
| Mexikó Airplay (Billboard)             | 3                   |
| Hollandia (Dutch Top 40)               | 16                  |
| Hollandia (Single Top 100)             | 26                  |
| Új-Zéland (Recorded Music NZ)          | 6                   |
| Norvégia (VG-lista)                    | 20                  |
| Paraguay (Monitor Latino)              | 11                  |
| Fülöp-szigetek (Philippine Hot 100)    | 52                  |
| Lengyelország (Polish Airplay Top 100) | 1                   |
| Portugália (AFP)                       | 6                   |
| Skócia (OCC)                           | 1                   |
| Szlovákia (Rádio Top 100)              | 5                   |
| Szlovákia (Singles Digitál Top 100)    | 2                   |
| Szlovénia (SloTop50)                   | 15                  |
| Spanyolország (PROMUSICAE)             | 4                   |
| Svédország (Sverigetopplistan)         | 15                  |
| Svájc (Schweizer Hitparade)            | 4                   |
| Svájc (Media Control Romandy)          | 3                   |
| Brit kislemezlista (OCC)               | 1                   |
| Uruguay (Monitor Latino)               | 9                   |
| US Billboard Hot 100                   | 4                   |
| US Adult Alternative Songs (Billboard) | 25                  |
| US Adult Contemporary (Billboard)      | 21                  |
| US Adult Top 40 (Billboard)            | 12                  |
| US Mainstream Top 40 (Billboard)       | 12                  |

### Év végi slágerlista
| Slágerlista (2017)                   | Pozíció |
| ------------------------------------ | ------- |
| Argentína (Monitor Latino)           | 31      |
| Ausztrália (ARIA)                    | 56      |
| Ausztria (Ö3 Austria Top 40)         | 36      |
| Belgium (Ultratop 50 Flanders)       | 20      |
| Belgium (Ultratop 50 Wallonia)       | 13      |
| Kanada (Canadian Hot 100)            | 48      |
| Franciaország (SNEP)                 | 140     |
| Németország (Official German Charts) | 75      |
| Magyarország (Rádiós Top 40)         | 63      |
| Magyarország (Single Top 40)         | 97      |
| Izrael (Media Forest)                | 28      |
| Olaszország (FIMI)                   | 58      |
| Hollandia (Dutch Top 40)             | 92      |
| Lengyelország (ZPAV)                 | 42      |
| Portugália (AFP)                     | 48      |
| Szlovénia (SloTop50)                 | 36      |
| Svájc (Schweizer Hitparade)          | 21      |
| Brit kislemezlista (OCC)             | 56      |
| US Billboard Hot 100                 | 87      |
| US Billboard Digital Song Sales      | 56      |
| Slágerlista (2019)                   | Pozíció |
| Portugália (AFP)                     | 622     |

## Minősítések
| Régió                        | Minősítések | Példányszám |
| ---------------------------- | ----------- | ----------- |
| Ausztrália (ARIA)            | 4× Platina  | 280,000     |
| Ausztria (IFPI Austria)      | Arany       | 15,000      |
| Belgium (BEA)                | Platina     | 30,000      |
| Brazília (Pro-Música Brasil) | Gyémánt     | 250,000     |
| Kanada (Music Canada)        | 4× Platina  | 320,000     |
| Dánia (IFPI Denmark)         | Platina     | 90,000      |
| Franciaország (SNEP)         | Platina     | 133,333     |
| Németország (BVMI)           | Arany       | 200,000     |
| Írország (IRMA)              | Platina     | 15,000      |
| Olaszország (FIMI)           | 2× Platina  | 100,000     |
| Mexikó (AMPROFON)            | Gyémánt     | 300,000     |
| Új-Zéland (RMNZ)             | Arany       | 15,000      |
| Norvégia (IFPI Norway)       | Platina     | 60,000      |
| Lengyelország (ZPAV)         | Platina     | 20,000      |
| Portugália (AFP)             | Arany       | 5,000       |
| Spanyolország (PROMUSICAE)   | Arany       | 20,000      |
| Svédország (GLF)             | Arany       | 20,000      |
| Svájc (IFPI Switzerland)     | 2× Platina  | 40,000      |
| Egyesült Királyság (BPI)     | Platina     | 600,000     |
| Egyesült Államok (RIAA)      | 3× Platina  | 3,000,000   |